# Mangfall
La Mangfall est un affluent de la rive gauche de l'Inn dans le district de Haute-Bavière et mesure 58 km de long. Elle est l'écoulement ou émissaire du lac Tegern et se jette dans l'Inn à Rosenheim.